# Emilia Korhonen
Emilia Korhonen (* 13. September 1995 in Espoo) ist eine finnische Squashspielerin.

## Karriere
Emilia Korhonen spielt seit 2017 auf der WSA World Tour. Ihre höchste Platzierung in der Weltrangliste erreichte sie mit Rang 109 am 29. August 2022. Für die finnische Nationalmannschaft debütierte sie 2012 bei den Europameisterschaften und nahm im Anschluss auch an weiteren Europameisterschaften mit ihr teil. Sie gehörte zudem 2018, 2022 und 2024 zum finnischen Aufgebot bei der Weltmeisterschaft. Insgesamt bestritt sie bereits 30 Spiele für Finnland, von denen sie 12 gewann. 2018 wurde sie finnische Meisterin.
Sie studiert an der University of Birmingham.

## Erfolge
- Finnischer Meister: 2018